# Valdeltormo
Valdeltormo – gmina w Hiszpanii, w prowincji Teruel, w Aragonii, o powierzchni 16 km². W 2011 roku gmina liczyła 317 mieszkańców.